# Peggy Parnass
Ruth Peggy Sophie Parnass (ur. 11 października 1927 w Hamburgu, zm. 12 marca 2025 tamże) – niemiecka i szwedzka aktorka, pisarka, felietonistka, reporterka sądowa, autorka opowiadań non-fiction. Odznaczona Orderem Zasługi Republiki Federalnej Niemiec.

## Życiorys
Urodziła się w 1927 roku w Hamburgu. Byłą córką Portugalki Herty Emanuel (1906–1942) i Szymona Parnassa (1878–1942), polskiego Żyda urodzonego w Tarnopolu. Oboje zostali wysłani przez nazistów do getta warszawskiego, a następnie do obozu zagłady w Treblince, gdzie zginęli w 1942 r. W 1939 roku została wysłana w transporcie dziecięcym do Szwecji wraz z czteroletnim młodszym bratem Gadym. W separacji od brata mieszkała w 12 różnych rodzinach. Krótko przed zakończeniem II wojny światowej zamieszkała z bratem w Londynie u wujka, jedynego ocalałego członka rodziny. Po trzech latach wróciła do Sztokholmu, gdzie została obywatelką Szwecji i ukończyła studia w Hamburgu. W 1951 roku urodziła syna Kima Parnassa. Studiowała także w Paryżu, Londynie i Hamburgu. Jej brat wyjechał do Izraela. Peggy Parnass do śmierci zamieszkiwała w Hamburgu.
Od wczesnych lat utrzymywała się z umiejętności językowych jako nauczycielka języka, krytyk filmowy, publicysta i tłumacz dla policji kryminalnej. Pracowała jako aktorka w filmie i telewizji oraz tłumaczyła bajki. Pisała reportaże sądowe dla miesięcznika konkret. Była również aktywna politycznie. Pracowała dla radia i telewizji.

## Nagrody
- 1979: Joseph-Drexel-Preis[1]
- 1980: Fritz-Bauer-Preis[1]
- 1998: Biermann-Ratjen-Medaille[1]
- 2008: Order Zasługi Republiki Federalnej Niemiec
- 2019: Hamburgische Ehrendenkmünze[6]

## Twórczość
- Unter die Haut, 1983[7]
- Kleine radikale Minderheit, 1985[8]
- Süchtig nach Leben, 1990[9]
- Prozesse, 1992[10]
- Mut und Leidenschaft, 1993[11]
- Kindheit – Wie unsere Mutter uns vor den Nazis rettete, 2014[12]

## Role
- 1965: Zwei
- 1967: Das Kriminalmuseum
- 1968: Stahlnetz
- 1975: Hauptlehrer Hofer
- 1980: Panische Zeiten
- 1984: Der Beginn aller Schrecken ist Liebe
- 1985: King Kongs Faust
- 1994: Nikt mnie nie kocha, tyt. oryg. Keiner liebt mich